# Heteropterys crenulata
Heteropterys crenulata är en tvåhjärtbladig växtart som beskrevs av Carl Friedrich Philipp von Martius och August Heinrich Rudolf Grisebach. Heteropterys crenulata ingår i släktet Heteropterys och familjen Malpighiaceae. Inga underarter finns listade i Catalogue of Life.